# Режим Квіслінга
Режим Квіслінга, або уряд Квіслінга — загальноприйняті назви на позначення фашистського маріонеткового уряду створеного із колаборантів на чолі з Відкуном Квіслінгом в окупованій німцями Норвегії під час Другої світової війни . 
Офіційна назва режиму з 1 лютого 1942 року до його розпуску в травні 1945 року звучала як «національний уряд» (норв. Den nasjonale regjering). Фактичну виконавчу владу зберігав за собою Райхскомісаріат Норвегія на чолі з Йозефом Тербофеном.
Різновид назви цього уряду у формі «квіслінгський режим», з огляду на появу терміна «квіслінг» на позначення колаборанта, може також використовуватися як принизливе позначення будь-яких політичних режимів, що сприймаються як зрадницькі маріонеткові уряди, нав'язані іноземними ворогами-окупантами. 

## Уряд

Прапор Nasjonal Samling

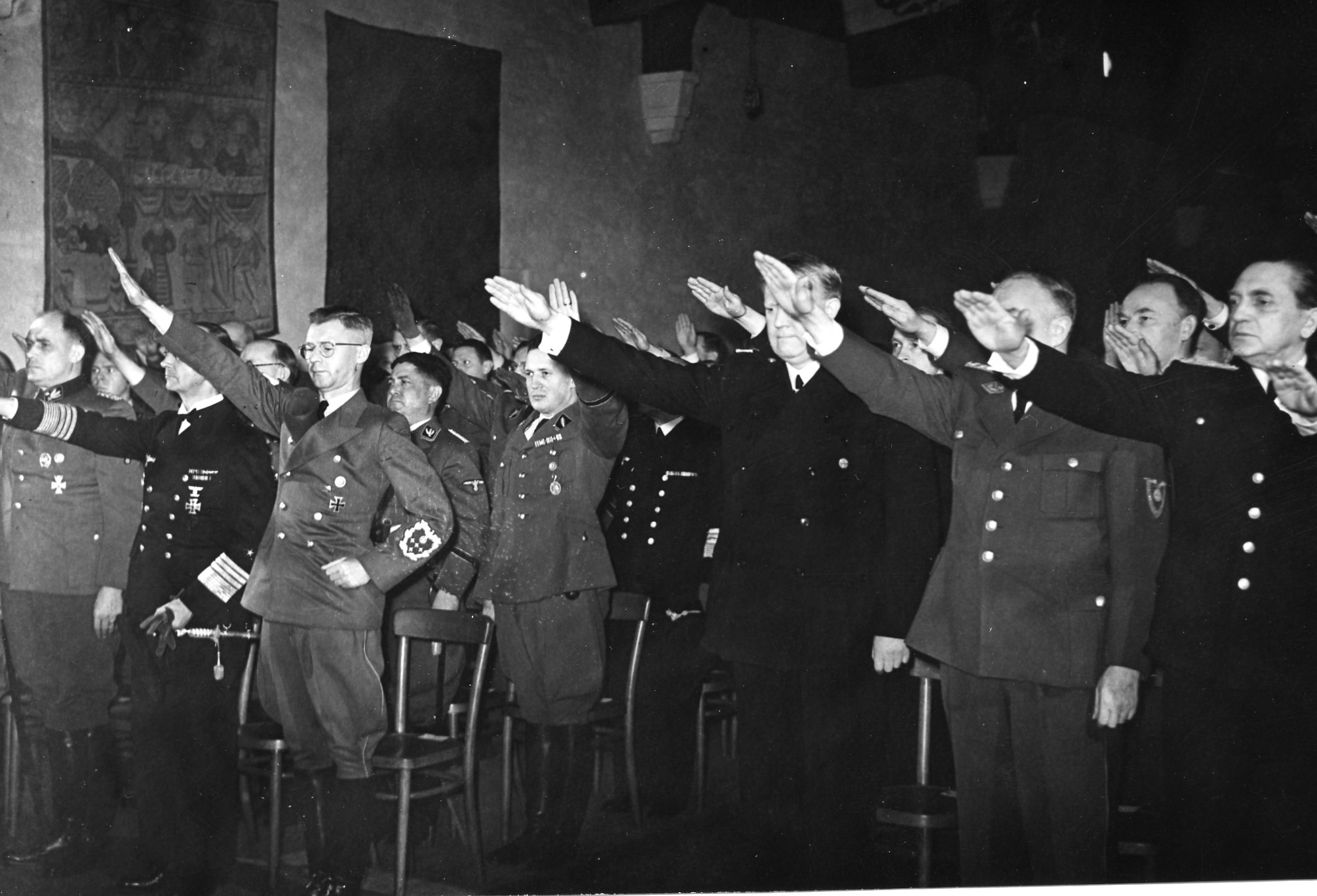
Створення національного уряду Квіслінга було проголошено у фортеці Акерсхус. З лівого боку залу Тербофен (третій ліворуч) і кілька німецьких офіцерів, із правого — Квіслінг (третій праворуч) і кілька його міністрів

Зі встановленням «національного уряду» Квіслінга його голова, який називався міністром-президентом, тимчасово перебрав на себе владу і короля, і парламенту.
1942 року, після двох років цивільного управління безпосередньо німцями (що тривало де-факто до 1945), його нарешті поставили на чолі колаборантського уряду, офіційно проголошеного 1 лютого 1942 р. Первісний намір німців полягав у передачі суверенітету Норвегії новому уряду, але до середини січня 1942 р. Гітлер вирішив зберегти цивільний Райхскомісаріат Норвегія під керівництвом Тербофена. Натомість уряду Квіслінга було відведено роль окупаційної влади з широкими повноваженнями. Сам Квіслінг розглядав утворення свого уряду як «рішучий крок на шляху до повної незалежності Норвегії». Перебравши на себе владу короля лише тимчасово, Квіслінг усе ж докладав зусиль, щоб віддалити свій режим від монархії у вигнанні. Після переїзду в Королівський палац він знову увів у вжиток офіційну печатку Норвегії, змінивши напис із Haakon VII Norges konge (король Норвегії Хакон VII) на Norges rikes segl (печатка норвезької держави). Після сформування національного уряду Квіслінг заявив, що має «владу, яка відповідно до Конституції належала королю і парламенту».
Іншими важливими міністрами колаборантського уряду були керівник норвезького крила СС із 1941 Йонас Лі на посаді міністра поліції, доктор Гюльбранд Лунде на посаді міністра культури і просвіти, а також оперний співак Альберт Вільям Гагелін, який був міністром внутрішніх справ.

## Політика

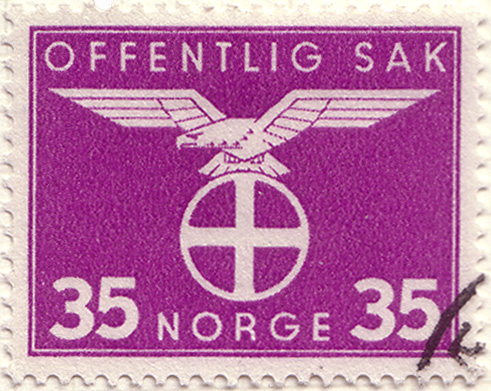
Марка держзв'язку

Однією з перших дій Квіслінга було відновлення заборони в'їзду євреїв у Норвегію, яка раніше містилася в §2 Конституції країни, що діяла з 1814 по 1851 рік.
Два із ранніх законів режиму Квіслінга «Закон про національну службу у справах молоді» (норв. Lov om nasjonal ungdomstjeneste) і «Закон про зв'язок і взаємодію вчителів» (норв. Lov om Norges Lærersamband), підписані 5 лютого 1942 р., призвели до масових протестів батьків, серйозних сутичок зі вчителями та загострення конфлікту з Церквою Норвегії. Школи були на місяць закриті, а у березні 1942 року норвезька поліція заарештувала близько 1100 вчителів і відправила їх у німецькі тюрми та концтабори, а близько 500 вчителів були силоміць вислані в Кіркенес, де їх чекала роль робітників на будівництвах для німецьких окупантів.

### Територіальні претензії

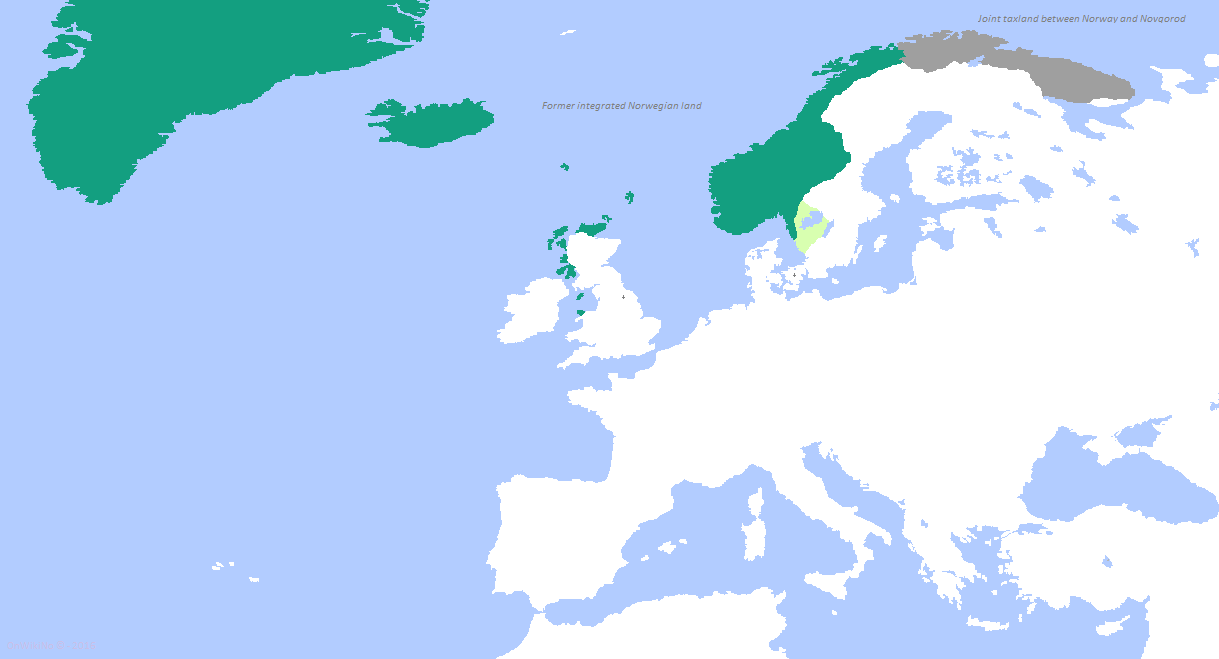
Норвезьке королівство за свого найбільшого розмаху, бл. 1265

Режим із ностальгією дивився на історію країни доби високого середньовіччя, відому в норвезькій історіографії як Норгесвелдет (норв. Norgesveldet), коли норвезька територія виходила за межі нинішніх кордонів. Квіслінг передбачав розширення норвезької держави шляхом анексії Кольського півострова з його невеликою норвезькою меншиною, тим самим роблячи можливим створення Великої Норвегії, що охоплювала б усе узбережжя Північної Європи. Далі очікувалося розширення за рахунок Північної Фінляндії з метою пов'язати Кольський півострів із Фіннмарком: керівники Національної єдності мали змішані погляди на післявоєнний фінсько-норвезький кордон, але розглядалася потенційна анексія Норвегією принаймні двох фінських муніципалітетів Пецамо (норв. Petsjenga) та Інарі (норв. Enare).
Друковані видання Національної єдності закликали до анексії історично норвезьких шведських провінцій Ємтланд (норв. Jemtland), Гер'єдален (норв. Herjedalen) — а разом ті дві провінції мають норвезьку назву Ест-Треннелаг (норв. Øst-Trøndelag) — і Богуслен (норв. Båhuslen) У березні 1944 року Квіслінг зустрівся з генералом вермахту Рудольфом Бамлером, заохочуючи німців удертися під виглядом попереджувального удару до Швеції з Фінської Лапландії (силами, наданими в розпорядження Німецькій лапландській армії) та через Балтію за те, що та вступила у війну на боці союзників. Пропозицію Квіслінга надіслали як начальникові ОКГ Альфреду Йодлю, так і керівникові СС Генріху Гіммлеру.
Квіслінг і ватажок «Германських СС» у Норвегії Йонас Лі поширили іредентистські норвезькі претензії і на Фарерські острови (норв. Færøyene), Ісландію (норв. Island), Оркнейські острови (норв. Orknøyene), Шетландські острови (норв. Hjaltland), Зовнішні Гебриди (історично частину норвезького Королівства островів під назвою Південні острови (норв. Sørøyene)) та Землю Франца-Йосифа (про претензії на яку заявляла Норвегія і раніше, називаючи її Землею Фрітьофа Нансена). Більшість цих земель були колишніми норвезькими територіями, переданими під владу Данії після розпуску Данії-Норвегії в 1814 році, а решта були колишніми поселеннями доби вікінгів. Норвегія ще 1931 року претендувала на частину Східної Гренландії  (під назвою Земля Еріка Рудого), але ця претензія у період окупації розширилася на всю Гренландію. Навесні 1941 року Квіслінг виклав плани «відвоювати» острів за допомогою оперативної групи зі ста чоловіків, але німці вважали цей план нездійсненним. В особі міністра пропаганди Гюльбранда Лунде норвезький маріонетковий уряд претендував ще й на Північний та Південний полюси. Протягом кінця ХІХ — початку ХХ століть Норвегія зажила слави держави-лідера полярних досліджень: 1911 року до Південного полюсу вперше дістався норвезький дослідник Руаль Амундсен, а 1939 року Норвегія замахнулася на область Антарктиди, відому під назвою Земля Королеви Мод (норв. Dronning Maud Land).
Після вторгнення Німеччини в Радянський Союз велися підготовчі роботи до заснування норвезьких колоній на Півночі Росії. Територію, відведену під норвезьку колонізацію, Квіслінг означив як Bjarmeland, прив'язуючись до назви Північної Росії в норвезьких сагах.

## Додаткова література
- Andenaes, Johs. Norway and the Second World War (1966)
- Dahl, Hans Fredrik. Quisling: a study in treachery (Cambridge University Press, 1999)
- Mann, Chris. British Policy and Strategy Towards Norway, 1941–45 (Palgrave Macmillan, 2012)
- Riste, Olav, and Berit Nøkleby. Norway 1940–45: the resistance movement (Tanum, 1970)
- Vigness, Paul Gerhardt. The German Occupation of Norway (Vantage Press, 1970)